# Westmont (Pennsilvània)
Westmont és una població dels Estats Units a l'estat de Pennsilvània. Segons el cens del 2000 tenia 5.523 habitants.

## Demografia
Segons el cens del 2000, Westmont tenia 5.523 habitants, 2.238 habitatges, i 1.627 famílies. La densitat de població era de 899,8 habitants per km².
Dels 2.238 habitatges en un 30,7% hi vivien nens de menys de 18 anys, en un 62,1% hi vivien parelles casades, en un 8,4% dones solteres, i en un 27,3% no eren unitats familiars. En el 25,6% dels habitatges hi vivien persones soles el 13,9% de les quals corresponia a persones de 65 anys o més que vivien soles. El nombre mitjà de persones vivint en cada habitatge era de 2,47 i el nombre mitjà de persones que vivien en cada família era de 2,96.
Per edats la població es repartia de la següent manera: un 24,4% tenia menys de 18 anys, un 4,3% entre 18 i 24, un 23,1% entre 25 i 44, un 28,2% de 45 a 60 i un 20% 65 anys o més.
L'edat mediana era de 44 anys. Per cada 100 dones de 18 o més anys hi havia 83,9 homes.
La renda mediana per habitatge era de 53.580$ i la renda mediana per família de 64.185$. Els homes tenien una renda mediana de 47.477$ mentre que les dones 32.111$. La renda per capita de la població era de 30.868$. Entorn del 3,1% de les famílies i el 3,8% de la població estaven per davall del llindar de pobresa.

## Poblacions més properes
El següent diagrama mostra les poblacions més properes.